# U-147号潜艇 (1940年)
U-147号（德語：U 147）是纳粹德国战争海军建造的十六艘II-D型近岸潜艇（或称U艇）之一。它由基尔的德意志造船厂承建，于1940年11月16日下水，至同年12月11日交付使用。第二次世界大战期间，该艇曾执行过三次巡逻作战，共计击沉2艘、全损1艘同盟国或中立国商船，累积总吨位为8,636吨。1941年6月2日，U-147号在爱尔兰西北部的北大西洋遭两艘英国军舰投掷的深水炸弹击沉，艇内26名官兵全数阵亡。

## 设计
II级潜艇是从一战中德意志帝国海军的UB级和UF级近岸潜艇发展而来。其外观尺寸小，造价便宜且易于生产，在很短时间内便能造好。这款艇具在设计上吸收了为芬兰海军定制的欧洲水鼬号的优点，是非常出色的训练艇。但由于它们体积较小，在海面上容易剧烈颠簸，因此也被德国人戏称为“独木舟”（Einbaum）。尽管如此，一些II级艇在训练任务与战斗行动中表现相当出色，许多II级艇的衍生型号也相继被建造出来。
U-147号是一款用于近岸水域作战的II-D型单壳体潜艇。与前型相比，它的司令塔更大、塔后部增加了高射炮发射平台，艇身外部壳体两侧还设计了醒目的鞍状水箱。鞍状水箱除了能利用在压载水舱和燃料箱中以提高活动半径之外，对于潜艇在暴风雨天气中的航行也有好处。艇只的全长43.97米、舷宽4.92米、高8.4米，并有3.93米的吃水深度，水上和水下排水量则分别增加至314吨和364吨。II-D型艇采用两台曼海姆发动机厂（MWM）生产的六缸四冲程350匹公制馬力（260千瓦特）柴油机用于水面运行，以及两台各配备36个AFA蓄电池组的205匹公制馬力（150千瓦特）西门子-舒克特（SSW）电动发电机用于水下航行；水面最高航速12.7節（23.5每小時），水下7.4節（13.7每小時）；能够在水面以8節（15每小時）航速续航5,650海里（10,460），或以4節（7.4每小時）连续在水下航行56海里（104）而无需充电。它采用双轴和两副直径为0.85米的螺旋桨，具备在80－150米的深度运行的能力，紧急下潜需时30秒。
武器装备方面，U-147号在艇艏内置有三具管径为533毫米的鱼雷发射管，呈倒三角形布置，其中左舷一具、右舷一具、底部的中线上还有一具；它们合共配备5枚G7型鱼雷，或可携带最多12枚TMA水雷。此外，该艇还搭载有一门20毫米30式高射炮作为甲板炮。其标准船员编制为3名军官及22名水兵。

## 历史
1939年9月25日，海军造舰局正式将十六艘II-D型潜艇（U-137至U-152号）的建造合同发包予基尔的德意志造船厂。其中U-147号于1940年4月10日开始铺设龙骨，同年11月16日下水，至12月11日在首度担任艇长的海军上尉赖因哈德·哈德根的指挥下交付使用。完成海试后，该艇先是以训练艇身份编入驻基尔的第1潜艇区舰队服役至12月19日，继而成为驻戈滕哈芬的第22潜艇区舰队的教学艇。从1941年2月起，它又被抽调至驻基尔的第3潜艇区舰队作前线艇，直至同年6月2日遭击沉。
第二次世界大战期间，U-147号共执行过三次巡逻作战，共计击沉2艘、全损1艘、击伤1艘同盟国或中立国商船，累积总吨位为13,632吨。

### 作战巡逻
1941年2月9日，U-147号在王牌艇长哈德根的指挥下离开基尔执行首次巡逻。继穿越威廉皇帝运河、在布伦斯比特尔接手护航、在库克斯港修复冰损、因大雾进入黑尔戈兰岛以及在卑尔根和城市峡湾进行补给与单独训练后，该艇驶入北大西洋，在设得兰群岛和法罗群岛附近游弋。经过历时三十一天、水面行程2,416海里（4,474）、水下行程172海里（319）的航行后，U-147号于3月12日返抵基尔，沿途共击沉一艘中立国商船。受害者为4,811总吨的挪威货船奥瓦尔德号（Augvald），它自3月1日以来便因恶劣天气而与所属的HX-109号护航船队失散，至3月2日22:12被哈德根发射的一枚鱼雷击中前部货舱，一分钟后便在外赫布里底群岛的内斯角西北偏北约72海里（133）处沉没。德国人曾试图向坐在废墟上的幸存者问话，但对方没有听懂。袭击共造成船长和28名船员罹难，其中包括两名年龄分别仅14岁和16岁的英籍食堂侍应生。
海军中尉埃伯哈德·韦特延指挥了U-147号的最后两次巡逻。在第二次巡逻中，该艇于1941年4月16日离开基尔，穿过威廉皇帝运河并在布伦斯比特尔接受护航，前往北大西洋和法罗群岛南部游弋。经过二十五天、共计约3,150海里（5,830）的航行后，U-147号于5月11日抵达卑尔根，沿途仅击沉一艘1,334总吨的里姆法克泽号（Rimfakse）。这艘无护航的挪威煤船是4月27日凌晨02:42，在距苏格兰西北约130海里（240）处被韦特延发射的一枚鱼雷击中左舷2号舱口的后半部分，并在两分钟内因左舷严重横倾而沉没，导致11名船员丧生。
在5月24日从卑尔根启程执行的第三次巡逻中，U-147号去往北大西洋和北海海峡游弋，从此再未归航。七天后，韦特延先是在布拉迪角西北发射鱼雷击中了从HX-127号护航船队掉队、注册吨位为2,491吨的英国货船格拉沃利讷号（Gravelines），使后者断成两截，造成船长和10名船员遇害。其后半部分其后沉没，前部则于6月3日被拖至克莱德湾并搁滩，最终宣布为全损。6月2日，韦特延又在爱尔兰西北部的北大西洋袭击了OB-329号护航船队，导致容积总吨为4,996吨的比利时货船莫坎博号（Mokambo）被击伤，但仍可被拖回克莱德湾并完成修复。为船队护航的英国驱逐舰漫游者号和护卫舰蔓长春花号立即发动反击，轮番投掷深水炸弹将U-147号击沉，沉没地点大致位于56°38′N 10°24′W / 56.633°N 10.400°W、即编号为AM-2993号的海军网格处。包括艇长韦特延在内的艇内26名官兵全数阵亡。

## 袭击历史摘要
| 日期          | 船名         | 船籍   | 吨位  | 结局 |
| ------------- | ------------ | ------ | ----- | ---- |
| 1941年3月2日  | 奥瓦尔德号   | 挪威   | 4,811 | 击沉 |
| 1941年4月27日 | 里姆法克泽号 | 挪威   | 1,334 | 击沉 |
| 1941年5月31日 | 格拉沃利讷号 | 英国   | 2,491 | 全损 |
| 1941年6月2日  | 莫坎博号     | 比利时 | 4,996 | 击伤 |